# Cichorium callosum
 (octobre 2021).
Espèce
Cichorium callosum Pomel, est une espèce de plantes à fleurs de la famille des Asteraceae qui fait partie des chicorées, planes du genre Cichorium. Cette espèce n'est pas reconnue comme telle par tous les auteurs.